# Armida (Lully)
Armida (v originále Armide, LWV 71) je opera (tragédie lyrique) Jeana Baptisty Lullyho z roku 1686. Autorem libreta je Philippe Quinault. Premiéra se konala 15. února 1686, v Théâtre du Palais-Royal (v ulici Saint-Honoré) v Paříži.
Děj opery vychází z eposu Torquata Tassa Osvobozený Jeruzalém (La Gerusalemme liberata). Quinaultovo libreto zhudebnil o devadesát let později v své opeře Armida Christoph Willibald Gluck. Na motivy Tassova eposu složil operu např. také Georg Friedrich Händel (opera Rinaldo).
V souvislosti s Lullyho homosexuálními aférami nenavštívil král Ludvík XIV. ani jedno představení Armidy.

## Inscenační historie
Armida byla v Paříži často reprízována až do druhé třetiny 18. století (reprízy jsou doloženy v letech 1687, 1688, 1697, 1703, 1713–1714, 1724, 1746–1747, 1761–1762, 1764). V letech 1711-1762 se souběžně s tím hrálo několik parodií této opery v lidových pařížských divadlech (Théâtre Italien, Foire St Germain). Zvláštní představení se konala i u královského dvora na zámcích ve Fontainebleau (1740, 1746) a Versailles (1745, 1746).
Mimo Paříž je zmiňována inscenace roku 1686 v Marseille, s jistotou se tam však Armida hrála až v letech 1694 a 1701. Doložena je naopak inscenace v Avignonu od září do prosince 1687. Opera se hrála velmi často v Lyonu (1689, 1698, 1699, 1730, 1741, 1742, 1750), také v Lunéville (1710) a v Metách. .
Mimo Francii se hrála ve dvou dalších centrech francouzské opery, Amsterdamu / Haagu (1701–1702?) a zvláště v Bruselu (1695, 1697, 1708, 1722, 1726). Ojedinělým bylo uvedení Armidy v Římě v roce 1690 v italském překladu Silivia Stampiglia; byla to první a dlouho jediná inscenace francouzské opery v Itálii, kolébce operního žánru.
Po ústupu Lullyho oper z repertoáru napsal na stejné Quilaultovo libreto (s vynecháním prologu) jednu ze svých nejslavnějších oper Christoph Willibald Gluck; pod jménem Armida měla premiéru v pařížské opeře 23. září 1777.
V 20. století vzkřísila Armidu v koncertní podobě nejprve pařížská Schola Cantorum, a to 24. listopadu 1905. Další koncertní provedení se konalo roku 1911 ve Florencii. Dne 6. dubna 1918 se konalo první novodobé uvedení ve scénické podobě, a to v divadle v Monte Carlu (Opéra de Monte Carlo). Další inscenace následovaly v Ženevě roku 1939 a (v úpravě Henriho Bussera) v Bordeaux roku 1657; tato inscenace byla představena o dva roky později též na festivalu ve Wiesbadenu. V původní verzi koncertně uvedl Armidu roku 1981 Barber Institute v Birminghamu a v lednu 1983 dirigent Philippe Herreweghe v pařížském divadle Théâtre des Champs-Élysées.
Řadu nových inscenací zahájila Armida dirigovaná Herreweghem a v režii Patrice Cauriera a Moshe Leisera, kterou roku 1992 uvedly v koprodukci Vlaamse Opera (v Antverpách a Théâtre des Champs-Élysées. První inscenace opery na americkém kontinentě uvedl soubor Opera Atelier v kanadském Torontu roku 2005 v Elgin Theatre, dirigoval Andrew Parrot, režii měl Marshall Pynkoski a hlavní roli zpívala Stephanie Novacek. Následovalo roku 2007 koncertní představení souboru Opera Lafayette ve Washingtonu. Novou inscenaci představilo Théâtre des Champs-Élysées roku 2008; soubor Les Arts Florissants dirigoval William Christie, režii měl Robert Carsen a v hlavních úlohách se představili Stéphanie d'Oustrac a Paul Agnew. Následovala opět americká inscenace souboru Mercury Baroque z Houstonu (Wortham Center) 2009, která se o rok později přesunula do divadla v Gennevilliers u Paříže; dirigoval Antoine Plante, režii měl Pascal Rambert a děj přenesen do současného Bagdádu s americkou armádou v roli křižáků.
Dosud poslední inscenaci připravil s torontským Opera Atelier roku 2012 opět režisér Marshall Pynkoski, dirigoval tentokrát David Fallis. Vedle Toronta se tato inscenace představila rovněž v „Opéra Royal“ na zámku ve Versailles a na festivalu Glimmerglass Opera v americkém Cooperstownu. Na rok 2015 připravuje novou inscenaci (režie David Hermann, dirigent Christophe Rousset) operní divadlo v Nancy.
První česká premiéra opery ARMIDE byla uvedena 24. a 25. srpna 2017 v Zámeckém barokním divadle (z r. 1790)ve Valticích na Jižní Moravě. Jednalo se o scénické představení zpívané ve francouzském jazyce. Pořadatelem byla Česká Händelova společnost, z.s., Národní památkový ústav - Správa státního zámku Valtice a Přátelé a podporovatelé Göttingenského barokního orchestru. Sbor Projektchor Göttingen (Německo), Hartig Ensemble - Tance a balety třech století, Praha (vedoucí Helena Kazárová), Göttingenský barokní orchestr/ Německo (dobové nástroje). Choreografie: Helena Kazárová (Praha), režie:Freimund Pankow (Göttingen), dirigent: Antonius Adamske (Basilej/Švýcarsko). Hlavní roli Armidy hrála a zpívala Anna Bineta Diouf.

## Hlavní postavy
- Armida, kouzelnice (soprán)
- Hydraot, král Damašku, strýc Armidy, kouzelník (bas)
- Aront, Hydraotův vojevůdce (bas)
- Ubaldo, rytíř (tenor)
- Rinald, rytíř (kontratenor)
- Nenávist (tenor)

## Děj opery
Odehrává se během křižáckých válek na Blízkém východě.

### Prolog
(Palác) Sláva a Moudrost pějí slávu králi Ludvíku XIV.: „vše v celém vesmíru před ním musí ustoupit“ (árie Slávy, árie Moudrosti a jejich duet Tout doit céder dans l'univers). Spolu se svými družinami chválí mírnost jeho zákonů i věhlas jeho vítězství (sbor Chantons la douceur de ses loix). Obě dvě jej provázejí ve válce i míru, dávají si navzájem přednost a jak říkají, nechtějí mezi sebou soutěžit v ničem než v tom, která z nich umí hrdinu milovat vřeleji (duet Fière Gloire, c'est vous). Čí srdce by si nepodmanil, jakmile ho uvidí (sbor Dés qu'on le voit paraître)? Družiny obou alegorií tančí radostí nad tím, v jaké družnosti je nalézají (entrée, menuet a gavota). Moudrost oznamuje, že hrdina je zve k novým hrám, a oznamuje stručně děj následující opery (árie Aimons notre héros). Sláva znovu vyzývá k tomu, aby jméno velkého krále letělo celým světem (árie Que l'éclat de son nom), a všichni pokračují ve veselí (sbor Chantons la douceur de ses loix, entrée a dva menuety).

### 1. dějství
Kouzelnici Armidě se podařilo svést celé křižácké vojsko a tak je dostat do zajetí bez boje. Její důvěrnice Phénice se jí ptá, proč z tohoto triumfu nemá radost (árie Dans un jour de triomphe, au milieu des plaisirs); její družka Sidonie Armidě závidí, že rozněcuje lásku, aniž by jí sama kdy podlehla (árie Vous allumez une fatale flamme). Co by si ještě měla přát, ptají se jí obě (duet Quel sort a plus d'appas?). Jenže Armidu trápí, že jediný z křižáků, největší hrdina Rinald, zůstal vůči jejímu kouzlu zcela netečný. Phénice i Sidonie Armidu ujišťují, že na jediném nezdaru nezáleží (árie Phénice Qu'importe un captif manque à votre victoire a árie Sidonie Pourquois voulez-vous songer). Armida zná už dávno věštbu, že Rolanda nelze porazit, ale přesto na něj nedokáže přestat myslet; nedávno se jí zdálo, že ji zbraní přemohl (recitativ Les enfers ont prédit cent fois). Sidonie ji utěšuje, že sny nic neznamenají.
Přichází Armidin strýc, král Hydraot. Kouzelnice je jeho jediná dědička, a on by proto byl rád, kdyby si našla manžela (recitativ Armide, que le sang qui m'unit avec vous). Ale myšlenky na sňatek jsou Armidě cizí (árie La chaîne de l'hymen m'étonne). Přitom, jak Hydraot připomíná, nemá o nápadníky nouzi ani mezi králi (árie Pour vous, quand il vous plaît, tout l'enfer est armé). Jenže Armida dokáže nad všemi zvítězit a podmanit si je, nehodlá tedy žádnému z nich dát své srdce všanc (árie Contre mes ennemies à mon gré je déchaîne). Hydraot se tedy ptá, zda tato krutá sláva je jediné, po čem jeho neteř touží (árie Bornez-vous vos désirs à la gloire cruelle). Armida se však nebrání manželskému svazku ze zásady, ale chce muže vynikajícího chrabrostí: jen ten, kdo porazí Rinalda, je hoden i její lásky (árie Si je dois m'engager un jour)
Přichází damašský lid a spolu s králem oslavuje Armidino nekrvavé vítězství nad křižáky (pochod, árie Hydraota a sbor Armide est encor plus aimable). Na její počest radostně tancuje a Armidiny družky oslavují princeznu, jejíž kráse a kouzlu žádná zbraň neodolá (rondeau, árie Phénice se sborem Suivons Armide, et chantons sa victoire, sarabanda a árie Sidonie e sborem Nous n'avons point fait armer nos soldats).
Tu přibíhá raněný Aronte, který byl strážcem zajatých křižáků: jakýsi hrdina pobil damašské stráže a všechny zajatce osvobodil. Armidě je jasné, že to musel být Rinald, a společně se strýcem a s damašským lidem mu vyhlašuje smrtelnou pomstu (duet a sbor Poursuivons jusqu'au trépas).

### 2. dějství
(Venkovská krajina, kde řeka tvoří příjemný ostrov) Rinald ve sporu zabil jiného rytíře, Gernanda, a velitel výpravy Godefroy z Bouillonu mu hrozil vězením. Uražený Rinald tedy opustil výpravu, i když by se rád zúčastnil dobytí Svatého města. Jeho spolubojovník Artemidore se jej snaží přesvědčit k návratu, protože jej křižáci potřebují a Godefroy je ochoten mu odpustit, ale Rinald chce raději najít jiné místo, kde „spravedlnost a nevinnost“ budou potřebovat jeho ochranu. Artemidore hrdinu varuje, aby se vyhnul Armidině říši: kouzelnice si dokáže všechny podmanit a je neúprosnou nepřítelkyní (árie Fuyez les lieux où règne Armide). Ale Rinald jí už jednou odolal a domnívá se, že jí odolá vždy (árie Par une heureuse indifférence).
Přiblíží se Hydraot a Armida a ze skrytu pozorují svého úhlavního nepřítele, který jim míří do pasti. Chystají se ho přemoci pomocí kouzel a pak zabít (duet Esprits de haine et de rage). Armida přesvědčí Hydraota, aby nechal tento úkol na ní. Rinald zatím obdivuje příjemnou krajinu a usíná na hebkém trávníku (árie Plus j'observe ces lieux). U spícího Rinalda se objeví nejprve vodní víla, která zpívá o slastech lásky, které jsou skutečnější než vidina slávy (árie vodní víly Au temps heureux où l'on sait plaire). Pak se objevují další démoni v podobě víl, pastýřů a pastýřek a svými kouzly, tancem a zpěvem se snaží odvrátit Rinaldovy myšlenky od hrdinství a moudrosti k lásce (sbor Ah! quel erreur! quelle folie!, balet a árie pastýřky On s'étonnerait moins que la saison nouvelle).
Nakonec se nad spícím Rinaldem sklání sama Armida. Nejprve se těší, že jej má ve své moci a že se mu může pomstít za osvobození svých zajatců. Avšak když jej chce probodnout, najednou to nedokáže; začne jí ho být líto a nakonec se do něj na místě zamiluje. Chce získat jeho lásky, byť i za pomocí kouzlem. Aby ukryla před světem svou slabost, svolává zefýry, aby ji i Rinalda odnesli do vzdálené pouště (velký recitativ a árie Armidy Enfin, il est dans ma puissance).

### 3. dějství
(Poušť) Armida se trápí myšlenkou, že její svoboda a moc padne v plen Rinaldovi, nemůže se však ubránit své lásce (árie Ah! si la liberté me doit être ravie). Její družky Phénice a Sidonie ji utěšují: cožpak nedokázala, aby se do ní Rinald zamiloval? Ale Armide se tím více bojí své vlastní lásky k němu (árie De me plus doux regards Renaud sut se défendre). Proto se rozhodla jej namísto lásky nenávidět, ale toho je obtížné dosáhnout a musí k tomu použít veškerý svůj um. Phénice ji obdivuje (árie Que votre art serait beau!), zatímco Sidonie ji před nenávistí i láskou varuje a navrhuje netečnost (árie La haine est affreuse et barbare). Armida však namítá, že za současné situace musí Rinalda buď milovat, nebo nenávidět, třetí cesta není. Přestože Phénice jí v tom případě radí zvolit lásku.
Jenže zatímco Rinaldova láska jen výsledkem magie, je Armidina láska k němu skutečná; to vytváří nebezpečnou nerovnost, a proto se rozhoduje povolat Nenávist (árie Venez, venez, haine implacable). Z podsvětí vystoupí Nenávist doprovázená Líticemi, Krutostí, Mstou, Hněvem a jinými vášněmi jí podléhajícími. Nenávist slibuje Armidě pomoc (árie Je réponds à tes vœux). Spolu se svými průvodci zpívá o odhodlání nemilosrdně zničit lásku (sbor Plus on connait l'amour, et plus on se déteste). Začínají ničit všechny Amorovy zbraně a brnění a připravují se vyhnat ji definitivně z Armidina srdce (balet). Avšak když Nenávist přistoupí k Armidě, ta začne mít strach a zastavuje ji; není prý možné jí vyrvat lásku ze srdce a nevyrvat srdce s sebou. Nenávist se cítí změnou jejího názoru uražena, vysmívá se Armidě a prorokuje jí, že ji brzy Rinaldo opustí a odejde za slávou. Pak bude Armida litovat, ale Ona, Nenávist, jí již na pomoc nepřijde: kouzelnici zůstane navždy nešťastná láska (scéna Nenávisti a Armidy Sors, sors, du sein d'Armide, amour brise ta chaîne).

### 4. dějství
(Poušť) Ubaldo a dánský rytíř byli vysláni z křižáckého tábora, aby přivedli Rinalda zpět. Ubaldo nese magický diamantový štít, aby v něm ukázal Rinaldovi jeho poblouznění, a žezlo, které zahání Armidiny čáry. Dánský rytíř nese Rinaldův meč. – Ze země stoupají páry a otevírají se sluje a propasti, z nichž na rytíře útočí divoká zvěř a děsivé příšery (duet Nous ne trouvons par tout que des gouffres ouvertes, balet příšer). Pomocí žezla je však Ubaldo zažene a krajina se promění v příjemnou krajinu v blízkosti Armidina paláce. Rytíři si dodávají rozhodnosti a hovoří o nebezpečí, jaké láska představuje pro toho, kdo by měl sledovat slávu.
Tu se objeví démon v podobě Lucindy, dánské dívky a lásky dánského rytíře. Provázejí ji jiní démoni v podobě místních vesničanů. Lucinda láká dánského rytíře, aby s ní zůstal na tomto příjemném místě (árie Lucindy a sboru Voici la charmante retraite, gavota a árie Lucindy a sboru Jamais dans ces beaux lieux). Přes Ubaldova varování, že se jedná jen o blud, je dánský rytíř setkáním se svou milou uchvácen a zapomíná na své poslání (duet Lucindy a dánského rytíře Jouissons d'un bonheur extrême). Ubaldo se však dotkne Lucindy žezlem a ta zmizí; dánský rytíř poznává, že byla jen přeludem. Ubaldo tvrdí, že láska je vždy jen iluze (árie Ce que l'amour a de charmant), a dánský rytíř si uvědomuje, jaké nebezpečí láska znamená (árie Je vois le danger où s'expose). Ubaldo se domnívá, že on by se ošálit nedal (árie Non, je n'ai point gardé mon cœur).
Tu se objeví démon v podobě Melissy, Ubaldovy italské milenky, a láká Ubalda k odpočinku (árie D'où vient que vous vous détournez). I Ubaldo se dá zlákat (duet Melissy a Ubalda Au rapport de mes sens je n'ose ajouter foi). Dánský rytíř mu však vytrhne žezlo, dotkne se jím Melissy a i ona se rozplyne. Dánský rytíř s ironií opakuje Ubaldovi jeho vlastní slova (árie Ce que l'amour a de charmant) a oba chvátají, aby unikli dalším milostným nástrahám (duet dánského rytíře a Ubalda Fuyons les douceurs dangereuses).

### 5. dějství
(Zakletý Armidin palác) Armida odchází z místnosti; Rinaldo, bez zbroje a ověnčený květinami, ji prosí, aby jej ani na chvíli neopouštěla. Ji však trápí zlá předtucha a chtěla by se poradit s peklem, co má činit (árie Un noir pressentiment me trouble). Stále se totiž bojí, že jí Rinalda odvede touha po vítězstvích v boji. Rinaldo to považuje za vyloučení, cožpak není vojenská sláva jen marnivou iluzí (árie Que j'étais insensé de croire)? Oba si slibují lásku (duet Aimons-nous, tout nous y convie). Armida přivolá Rozkoše a skupinu šťastných milenců a milenek, aby svým tancem a zpěvem Rinalda na chvíli zabavily (balet-passacaglia a sbor Les plaisirs ont choisi pour asile). Avšak Rinaldo je posílá pryč, protože bez Armidy jej nic netěší.
Armidiny nepřítomnosti využívají Ubaldo a dánský rytíř: vstupují a ihned Rinaldovi nastaví diamantový štít. Ten pozná své poblouznění a zastydí se. Odhazuje květiny, přebírá meč a chce se s rytíři vrátit do křižáckého tábora. Nepodaří se mu však uniknout dříve, než se vrátí Armida. Ta jej chce zadržet nebo alespoň odejít s ním, třeba i jako jeho zajatkyně (recitativ Renaud! Ciel, ô mortelle peine!). Rinaldo to však odmítá a chladně ji ujišťuje o své oddanosti a o tom, že má v jeho srdci místo hned po vojenské slávě. Armidu to jen rozzuří, vyčítá mu krutost srdce a přísahá, že i po její smrti ho bude pronásledovat její stín. V nejvyšším rozrušení omdlévá. Rinaldo jí polituje a odchází s rytíři.
Když se Armida vzpamatuje, cítí velký smutek a s lítostí vzpomíná ta to, jak odmítla pomoc Nenávisti a Msty. V zoufalství svolává démony, kteří na její pokyn boří palác rozkoší, a odlétá na svém okřídleném voze (velká árie Armidy Le perfide Renaud me fuit).